# Jan Decleir

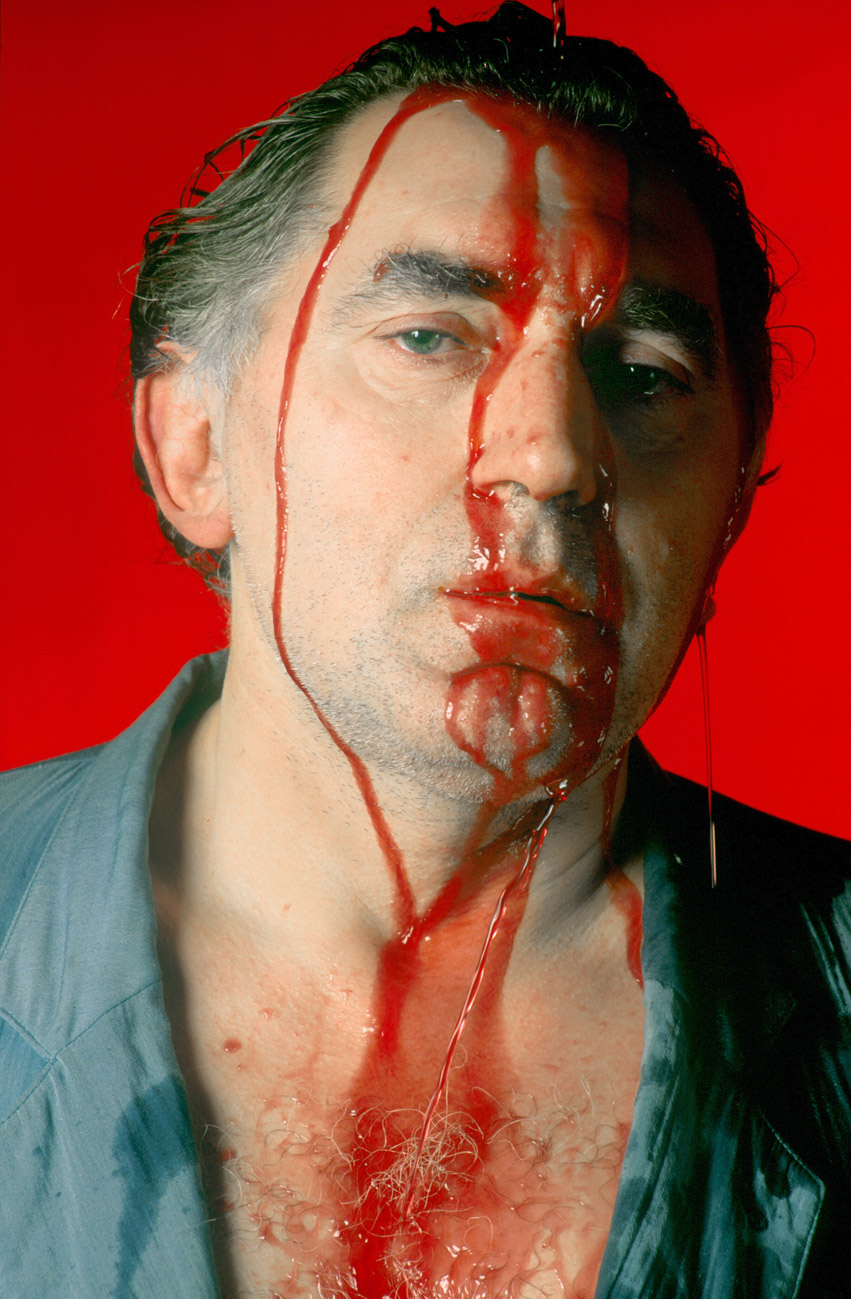
Decleir op een affichebeeld voor "All For Love" (1993) - Blauwe Maandag Cie.

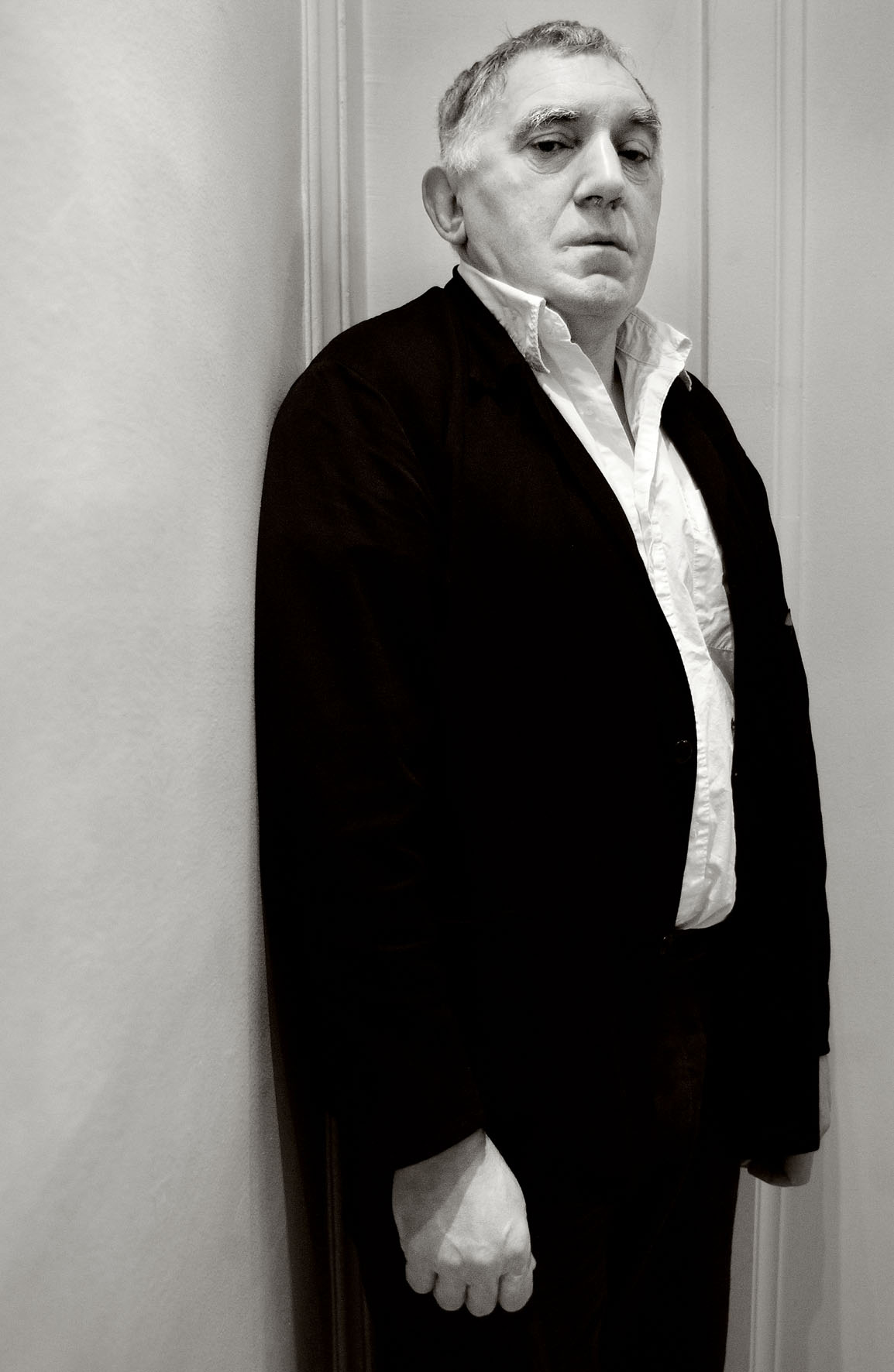
Decleir in 2003

Jan Amanda Gustaaf Decleir (Niel, 14 februari 1946) is een Belgisch acteur en graficus. Decleir is toneelspeler, maar heeft als filmacteur een groter publiek en wereldvermaardheid bereikt.

## Carrière
Decleir debuteerde als filmacteur in 1971 in de productie Mira van Fons Rademakers. Hierin speelde hij een boerenzoon als tegenspeler van Willeke van Ammelrooy. In de theaterwereld verkreeg hij bekendheid door zijn acteerwerk bij de Internationale Nieuwe Scène voor het toneelstuk Mistero Buffo van Dario Fo. Hij trok jaren rond met zijn monologen Obscene Fabels van diezelfde Dario Fo. Bij het grote televisiepubliek werd Decleir bekend toen hij in 1976 de rol van Sil de Strandjutter speelde in de gelijknamige televisieserie.
Bij kinderen is Decleir vooral bekend als Sinterklaas in het kinderprogramma Dag Sinterklaas (1992 1993), dat telkens in de sinterklaastijd uitgezonden wordt op Ketnet. Hij nam jaarlijks deze rol op zich tijdens de intrede van de sint sinds de start van het evenement in 2003 t/m 2018. In 2005 speelde hij in de Nederlandse familiefilm Het paard van Sinterklaas en het vervolg ervan Waar is het paard van Sinterklaas?. In 2009 kwam er dan een nieuw programma rond de sint op de Vlaamse televisie met name Sinteressante dingen. In 2015 verscheen Decleir met de rest van de Sinterklaas-cast in de eerste Vlaamse Sinterklaasfilm Ay Ramon!. In 2019 werd Decleir vervangen door Wim Opbrouck. Jan Decleir speelde ook Koning Jozef in de jeugdserie Kulderzipken. In de saga rond Sinterklaas en Kulderzipken was Frans Van der Aa zijn tegenspeler. 
Andere opmerkelijke rollen speelde Decleir onder meer in de voor een Oscar genomineerde film Daens (1993) waarin hij priester Adolf Daens vertolkte, Camping Cosmos (1996) van Jan Bucquoy waarin hij de minnaar van Harry vertolkte, Karakter, de film van Mike van Diem die een Oscar won (1997), Retour Den Haag (televisie, 1999), waar hij de rol speelde van premier Ruud Lubbers, Kruimeltje (1999) als de strenge Vader Keyzer van een weeshuis, De 9 dagen van de gier (2001) en Stille Waters (2001). In 2003 speelde hij de rol van Angelo Ledda, een aan de ziekte van Alzheimer lijdende huurmoordenaar in de film De zaak Alzheimer. In 2006 speelt hij de rol van De Generaal in De Kavijaks, een vijfdelige serie die werd uitgezonden op de Nederlandse omroep KRO en later ook op de Vlaamse televisiezender VTM. In deze serie speelden overigens ook zijn kinderen: Jenne Decleir (1977) en Sofie Decleir (1970) een hoofdrol.
Jan Decleir kreeg verschillende keren een onderscheiding voor zijn acteerwerk. Zo kreeg de film Antonia waarin hij meespeelde een Oscar, evenals Karakter. Ook Daens werd voor een Oscar voor Beste Buitenlandse Film genomineerd. Op het filmfestival van Montreal kreeg hij de prijs van Beste Acteur voor zijn rol in de door Pieter Kuijpers geregisseerde film Off Screen. Op het Nederlands Film Festival ontving hij een Gouden Kalf voor zijn betekenis voor de Nederlandstalige film. Hij ontving de prijs van verdienste van de Vereniging van Vlaamse filmpers voor zijn gehele oeuvre in november 2005. In 2008 kreeg hij de prijs voor beste acteur op het Tiburon International Film Festival voor zijn rol in Man zkt vrouw.
In 2005 eindigde hij op nr. 13 tijdens de Vlaamse versie van de verkiezing van De Grootste Belg.
Decleir leidde enkele jaren Studio Herman Teirlinck. Hij vernieuwde de gerenommeerde toneelschool en haalde veel nieuwe docenten binnen: acteurs van de Blauwe Maandag Compagnie, STAN en anderen. Hij kon niet verhinderen dat steeds nieuwe bezuinigingsmaatregelen de werking van de school bemoeilijkten.
Decleir is de zoon van Rik Decleir en Caro Huyck, en heeft drie kinderen (Sofie, Jenne en Flor). Sofie is de dochter uit zijn eerste huwelijk met Christiane Daems (dochter van sopraan Raymonde Serverius). Jenne kwam voort uit zijn relatie met Caroline Van Gastel. Flor is de zoon uit zijn derde relatie met Brit Alen. Daarna is hij getrouwd met de Nederlandse Brechtje Louwaard. Zijn broer Dirk Decleir was eveneens acteur, maar kwam in 1974 om bij een verkeersongeval. Zijn zonen Jenne en Flor Decleir en zijn dochter Sofie Decleir acteren ook. Zijn zus Reinhilde Decleir acteerde ook.
Voor de opnames voor de Nederlandse dramareeks Stellenbosch trok hij naar Zuid-Afrika.
In 2010/2011 speelde hij de rol van Lucifer in de voorstelling van Theater Zuidpool waarbij Vondels treurspelen Lucifer en Adam in ballingschap met elkaar gecombineerd werden tot een anderhalf uur durende voorstelling.
In 2011 weigerde hij de Gouden Erepenning van de Vlaamse Gemeenschap.
Op 7 april 2011 ontving hij van de Universiteit Antwerpen een eredoctoraat. In mei 2012 aanvaardde hij de Prijs van de Vlaamse Gemeenschap voor Algemene Culturele Verdienste.

## Filmografie
- Mira (1971), als Lander
- Keromar (1971), als Odo

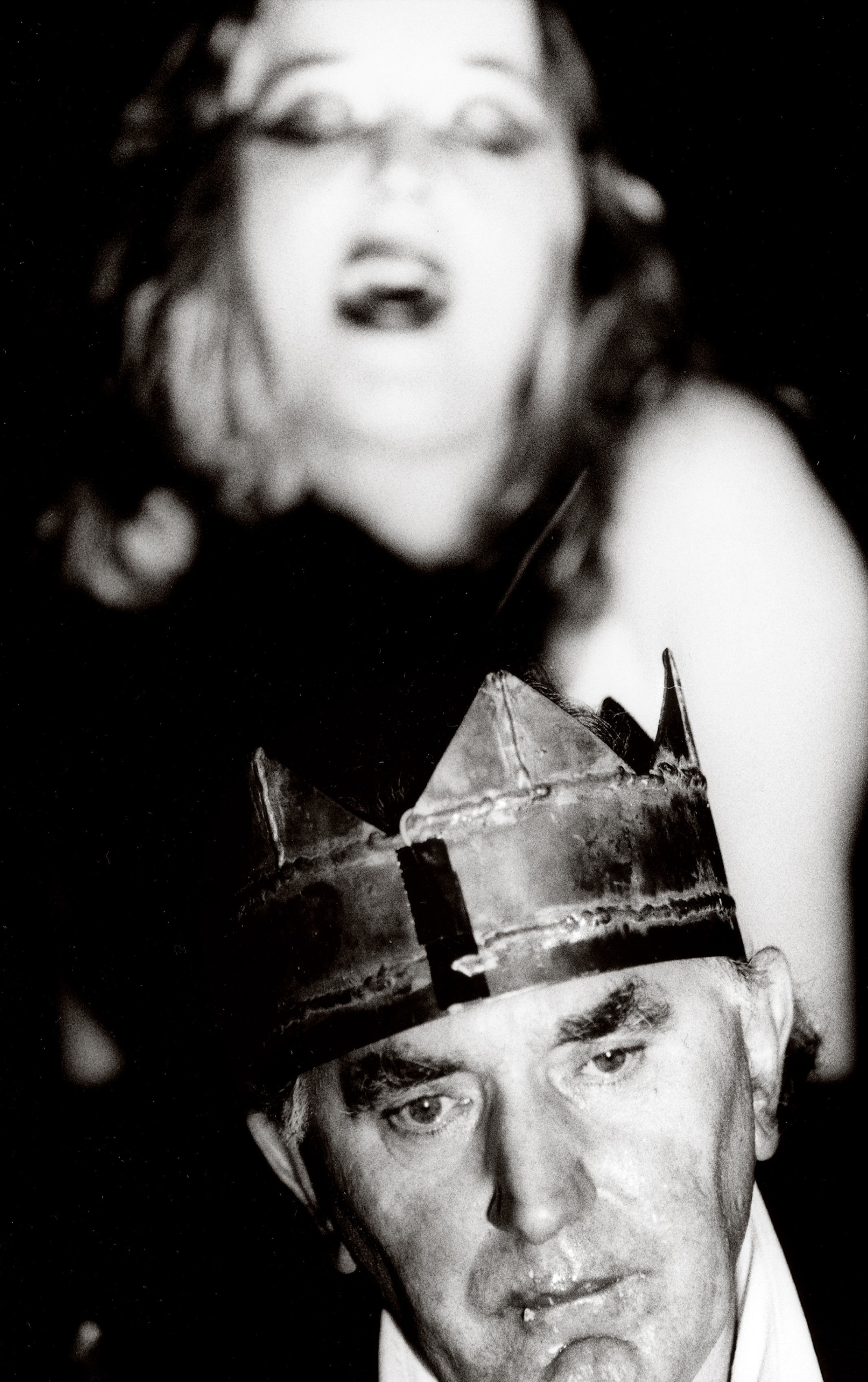
Blauwe Maandag Compagnie - Ten Oorlog (1997) Jan Decleir als Richard Motherfucker III.

- Rolande met de bles (1972), als Renier Joskin de Lamarache
- De loteling (1973), als Jan Braems
- Verloren maandag (1974), als de Katangees
- Verbrande Brug (1975), als Charel
- Sil de Strandjutter (1976), als Sil Droeviger
- Pallieter (1976), als Bohumil
- Une page d'amour (1978), als Ouvrier
- Doodzonde (1978), als Marcels vader
- De proefkonijnen (1979), als Jef
- Le Grand paysage d'Alexis Droeven (1981), als Jacob
- Twee vorstinnen en een vorst (1981), als vader
- Tijd om gelukkig te zijn (1982), als de man
- Het verleden (1982), als Kees
- Toute une nuit (1982)
- Maria Danneels (1982), commentaar
- Jan zonder vrees (1984), als Jan zonder Vrees (stem)
- Zware jongens (1984), als een gevangene
- De Leeuw van Vlaanderen (1985), als Jan Breydel
- Het gezin van Paemel (1986), als Masco
- Het sacrament (1990), als Albert
- Koko Flanel (1990), als Azère
- Dilemma (1990), als Leon Bekkers
- Anchoress (1993), als Mason
- Daens (1993), als Priester Daens
- Beck - De gesloten kamer (1993), als Martin Beck
- Dag Sinterklaas (1992-1993), als Sinterklaas
- Antonia (1995), als Boer Bas
- Kulderzipken (1995–1996), als Koning Jozef
- Camping Cosmos (1996), als Harry's vriend
- Karakter (1997), als Dreverhaven
- S. (1998), als vriend van de moeder
- Taming the Floods (1999)
- Damiaan (1999), als bisschop Köckerman
- Shades (1999), als Freddy Lebecq
- Kruimeltje (1999), als Vader Keyzer
- Running Free (1999), als de Boss Man
- Lijmen/Het been (2000), als rechter Teugels
- Mariken (2000), als Archibald
- De omweg (2000), als Joanna's vader
- De 9 dagen van de Gier (2001), als Viktor
- De verlossing (2001), als Oscar
- Stille Waters (2001), als Stan Moereels
- Harry Potter en de Steen der Wijzen (2001), als Albus Perkamentus (stem)
- Villa des Roses (2002), als Brizard
- Hop (2002), als Frans Misonne
- Meiden van De Wit (2002), als Klaas De Wit
- Piratenplaneet de schat van Kapitein Flint (2002), als John Silver
- w817 (2003), als Vader Stadeus
- Rosenstraße (2003), als Nathan Goldberg
- SuperTex (2003), als Simon Breslauer
- Tijl Uilenspiegel (2003), stem
- Vlucht der verbeelding (2003)
- De zaak Alzheimer (2003), als Angelo Ledda
- L'Autre (2003), als gynaecoloog
- De Passievrucht (2003), als Huib Minderhout
- Hij komt, hij komt... De intrede van de Sint (2003–2018), als Sinterklaas
- Edelweißpiraten (2004), als Ferdinand Kütter
- Matin calme (2004), als Jan
- De kus (2004), als de vader
- Off Screen (2005), als John Voerman
- Een ander zijn geluk (2005), als Johnny De Flow
- Het paard van Sinterklaas (2005), als oom Siem en Sinterklaas
- Verlengd weekend (2005), als Jos
- Zondvloed (2006)
- Kruistocht in spijkerbroek (2006), als de Graaf van Rottweil
- Koning van de Wereld (2006), als de trainer Max
- Wolfsbergen (2007), als Ernst
- Blind (2007), als Dr. Victor Verbeecke
- Firmin (2007), als Freddy White
- Man zkt vrouw (2007), als Leopold
- Waar is het paard van Sinterklaas? (2007), als oom Siem en Sinterklaas
- Loft (2008), als Ludwig Tyberghein
- Stellenbosch (2008), als Bernard Castel
- Sinteressante dingen (2009), als Sinterklaas
- Limo (2009), als professor Ploffermans
- Sœur Sourire (2009), als Lucien Deckers
- Les Barons (2009), als Lucien
- Ob ihr wollt oder nicht! (2009), als Henning
- Wickie de Viking (2010), als Vreselijke Sven (stem)
- Smoorverliefd (2010), als Bob
- De schaduw van Bonifatius (2010), als Bonifatius
- Marieke Marieke (2010), als Jacoby
- Nova Zembla (2011), als Petrus Plancius
- Finn (2013), als Luuk
- Met man en macht (2013), als Tony Verelst
- Flying Home (2014), als Jos Pauwels
- De surprise (2015), als Muller
- Ay Ramon! (2015), als Sinterklaas
- Nieuw Texas (2015), als Ludo Vrancken (oud)
- Café Derby (2015), als bisschop
- Den elfde van den elfde (2016), als Hubert Geunings
- Tytgat Chocolat (2017), als Achille Verherstraeten
- Ce Magnifique Gâteau! (2018), als de koning (stem)
- De Ideale Wereld (2018), als Kapitein Vagius
- Niet schieten (2018), als Albert Van den Abiel (Petje)
- De Familie Claus (2020), als Noël Claus
- De Familie Claus 2 (2021), als Noël Claus
- De Familie Claus 3 (2022), als Noël Claus
- Dikkie Dik en de verdwenen knuffel (2024), als verteller

## Jan Decleir als beeldend kunstenaar
Jan Decleir, die voor zijn toneelopleiding enkele jaren les volgde op de Academie van Antwerpen, heeft verschillende tentoonstellingen op zijn naam. Vele jaren lang werkte hij geregeld samen met Fred Bervoets en Hugo Claus. Dit resulteerde in verschillende tentoonstellingen in Galerij De Zwarte Panter. Ook als graficus maakte Jan Decleir zich reeds verdienstelijk. In 2006 verscheen bij Ergo Pers de nieuwe dichtbundel van Erwin Mortier, Voor de Stad en de Wereld. Voor deze exclusieve uitgave maakte Jan Decleir vier etsen.

## Trivia
- De moeder van Jan Decleir, Caro Huyck, was de zuster van Louisa Huyck, echtgenote van Nestor Gerard.

- Bibliothèque nationale de France: cb14170151h (data)
- Digitale Bibliotheek voor de Nederlandse Letteren: decl024
- Gemeinsame Normdatei: 136341632
- International Standard Name Identifier: 0000 0001 1072 9637
- Library of Congress Control Number: no97023985
- MusicBrainz: e2b88207-86e4-4a0b-a506-723e6b3df950
- Nationale Bibliotheek van Israël: 987007449327705171
- Nederlandse Thesaurus van Auteursnamen: 075271060
- Système universitaire de documentation: 197001890
- Virtual International Authority File: 80702849
- WorldCat: E39PBJthc4gWGh33HyQ3CTC84q